# 贝尔特拉姆·巴特洛格

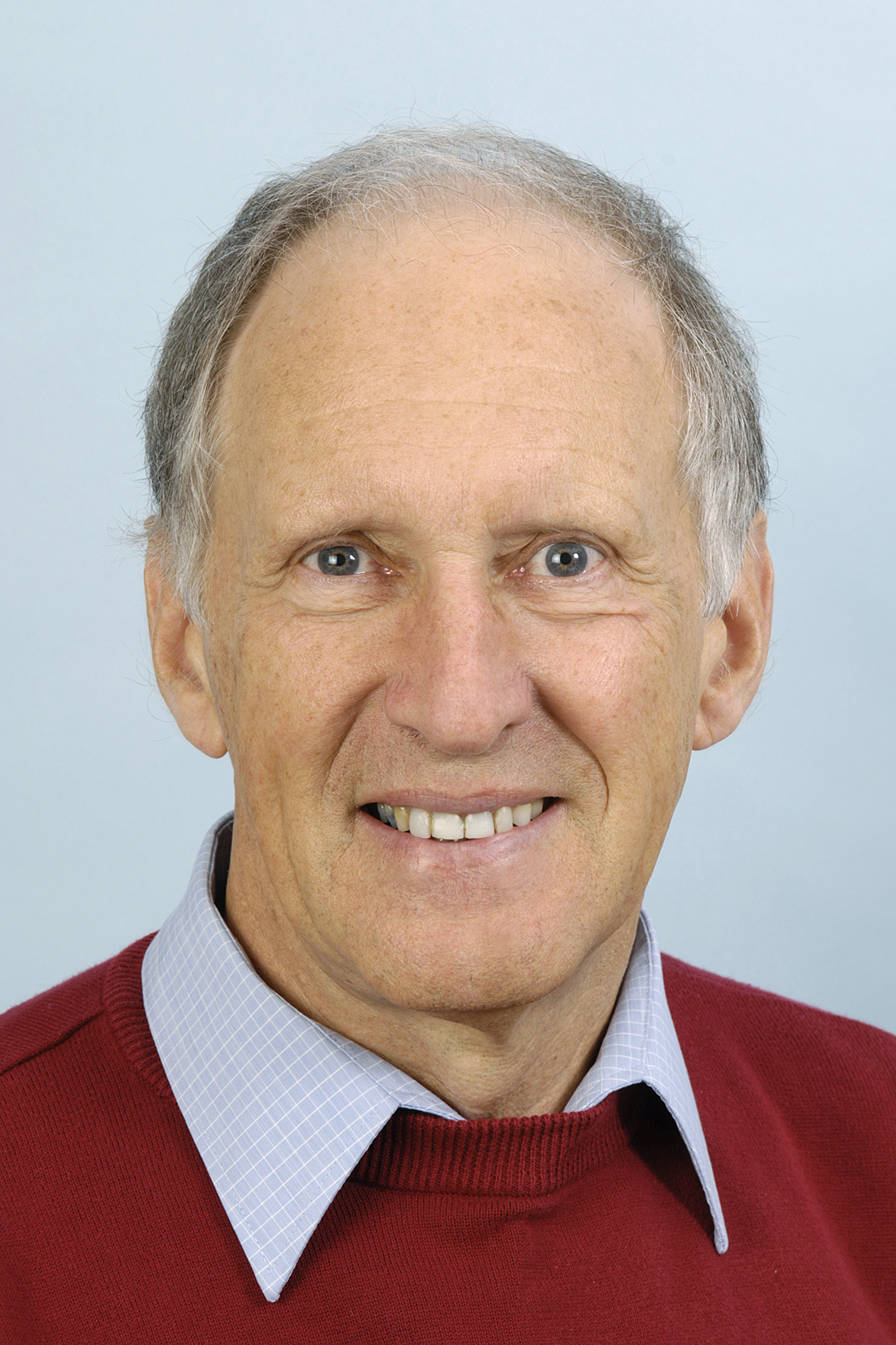
Bertram Batlogg

贝尔特拉姆·巴特洛格（Bertram Batlogg，1950年—），德国物理学家。

## 生平
巴特洛格在苏黎世联邦理工学院学习物理，并于1979年获得博士学位，论文是关于混合价稀土化合物的研究。从1980年到2000年，他曾在新泽西州的贝尔实验室工作。他以超导领域的工作知名，并在国际上获奖。1990年代，他曾与合作者用添加以甲烷为基础的化合物的方法，大幅提高碳60实现超导的温度。
2000年9月，他去了苏黎世理工学院，任固体物理学院院长。2002年，他过去的研究小组成员舍恩，被揭露大规模造假。舍恩的多篇论文上有巴特洛格的署名，不过调查小组并未追究他的责任。